# إصبع الرب

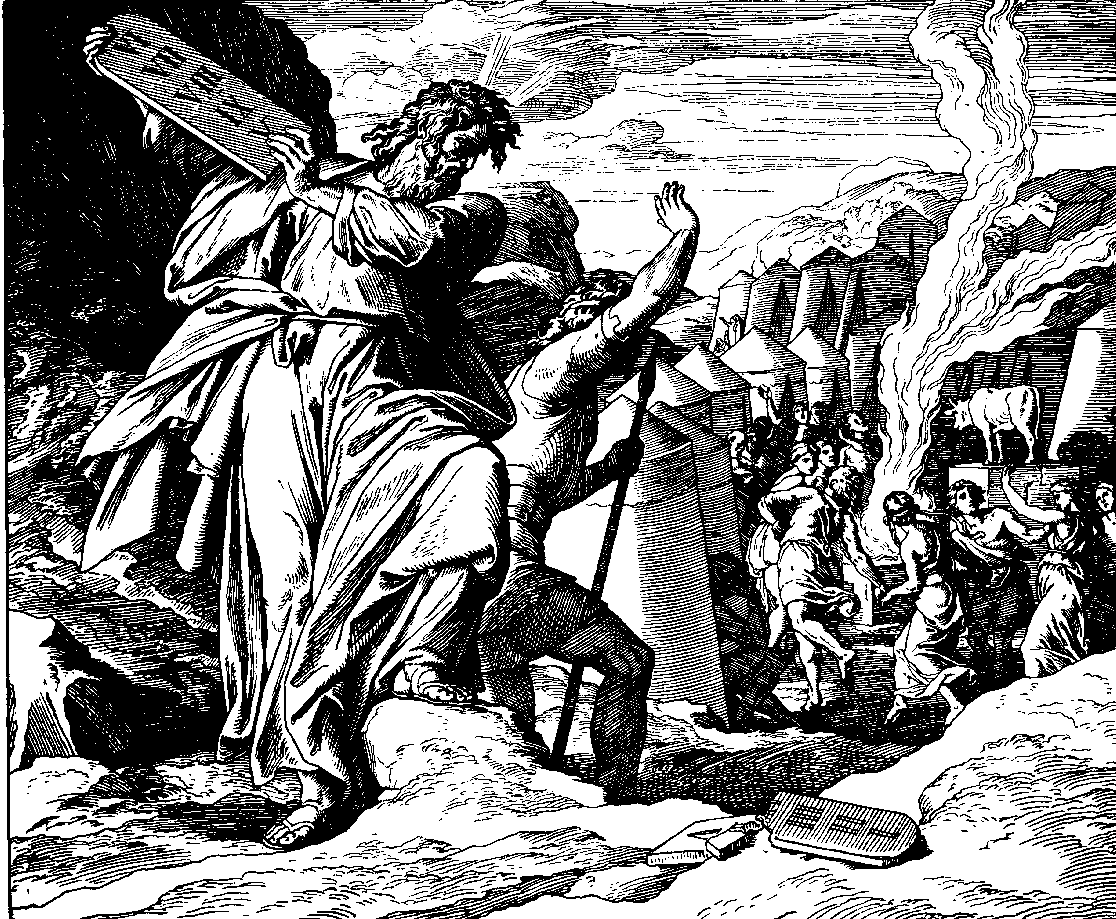
لوحة "موسى يكسر الوصايا العشر التي كتبها إصبع الرب"، 1860 بريشة يوليوس شنور فون كارلسفيلد.

إصبع الرب هي عبارة مستخدمة في الكتاب المقدس. استخدمها سفر الخروج لأول مرة في حديثه عن ضربات مصر. وفي سفر الخروج 31:18 وسفر التثنية 9:10 يشير إلى الطريقة التي كتبت بها الوصايا العشر على ألواح موسى على جبل سيناء التوراتي، يصف سفر الخروج الوصايا العشر على أنها كلام الرب، نقشت على لوحين حجريين بإصبع الرب، كسرها موسى بعدما وجد بني إسرائيل يعبدون العجل الذهبي، وأعاد الرب كتابتها على أحجار بديلة. ذَكر مصطلح «إصبع الرب» مرة أخيرة على لسان يسوع في إنجيل لوقا لوصف كيفية تمكنه من طرد الشياطين.

## العهد القديم
- المرة الأولى التي تظهر فيها عبارة «إصبع الرب» في الكتاب المقدس العبري في سفر الخروج 8: 16.
- المرة الثانية التي تظهر فيها العبارة في سفر الخروج.
- المرة الثالثة التي تظهر فيها العبارة في التثنية 9:10، وهي إشارة ثانية إلى ألواح الوصايا العشر.

## العهد الجديد
يستخدم يسوع هذه العبارة أيضًا في العهد الجديد خلال برهانه على أنه لم يطرد الشياطين بقوة بعل زبوب. ولكنه طردها بقدرة الله، فحسب لوقا 11: 20 يقول: «وَلكِنْ إِنْ كُنْتُ بِأَصْبعِ اللهِ أُخْرِجُ الشَّيَاطِينَ، فَقَدْ أَقْبَلَ عَلَيْكُمْ مَلَكُوتُ اللهِ».